# Themonocoris
Themonocoris is een geslacht van wantsen uit de familie van de Reduviidae (Roofwantsen). Het geslacht werd voor het eerst wetenschappelijk beschreven door Carayon in Usinger & Wygodzinsky.

## Soorten
Het genus bevat de volgende soorten:

- Themonocoris aethiopicus Kormilev & van Doesburg, 1986
- Themonocoris bambesanus Carayon, Usinger & Wygodzinsky, 1958
- Themonocoris endroedyi van Doesburg & Jacobs, 2011
- Themonocoris kinkalanus Carayon, Usinger & Wygodzinsky, 1958
- Themonocoris tshikapanus Carayon, Usinger & Wygodzinsky, 1958